# Бейт Хасидим (Львов)
Бейт Хасиди́м (ивр. בית חסידים‎, дом хаси́дов) — первая известная хасидская синагога во Львове (современная Украина), существовавшая с 1791 года до разрушения в период немецкой оккупации 1941—1944 года. Находилась на пересечении улиц Лазенной и Божничей.

## История
Синагога была выстроена в 1791 году и вначале была деревянной. Здание не принадлежало городскому кагалу, и поэтому львовский раввин Розанес в 1792 году провозгласил херем хасидам, которые молились в этой синагоге.
Во второй половине XIX века синагога была перестроена из камня. В 1883 году была осуществлена реконструкция галерей и сводов по проекту Каликста Крыжановского, в 1904 проведена перестройка по проекту Артура Шлеена при участии Мавриция Зильберштайна.
В ноябре 1918 года хасидская синагога была разгромлена после взятия Львова польскими войсками в ходе еврейского погрома.
После оккупации Львова вермахтом в 1941 году здание синагоги «Бейт Хасидим» было полностью уничтожено. По окончании Второй мировой войны его уже не восстановили.

## Галерея

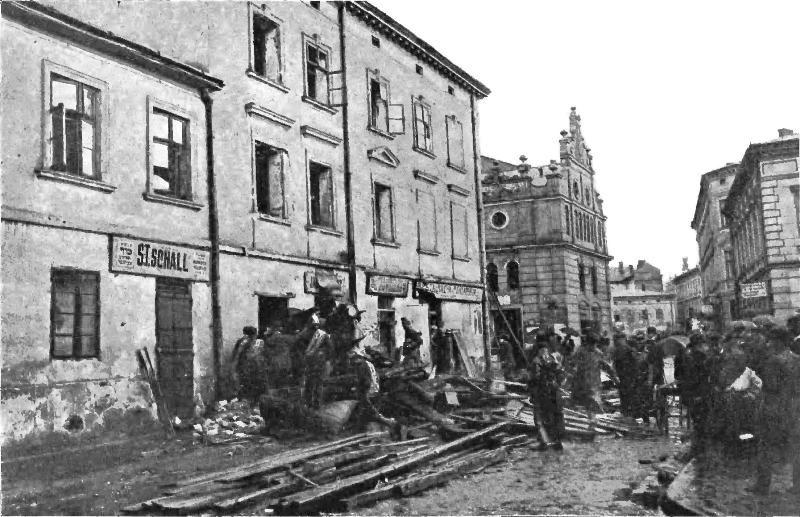
Ул.Лазенная и синагога Бейт Хасидим , 1910 г.
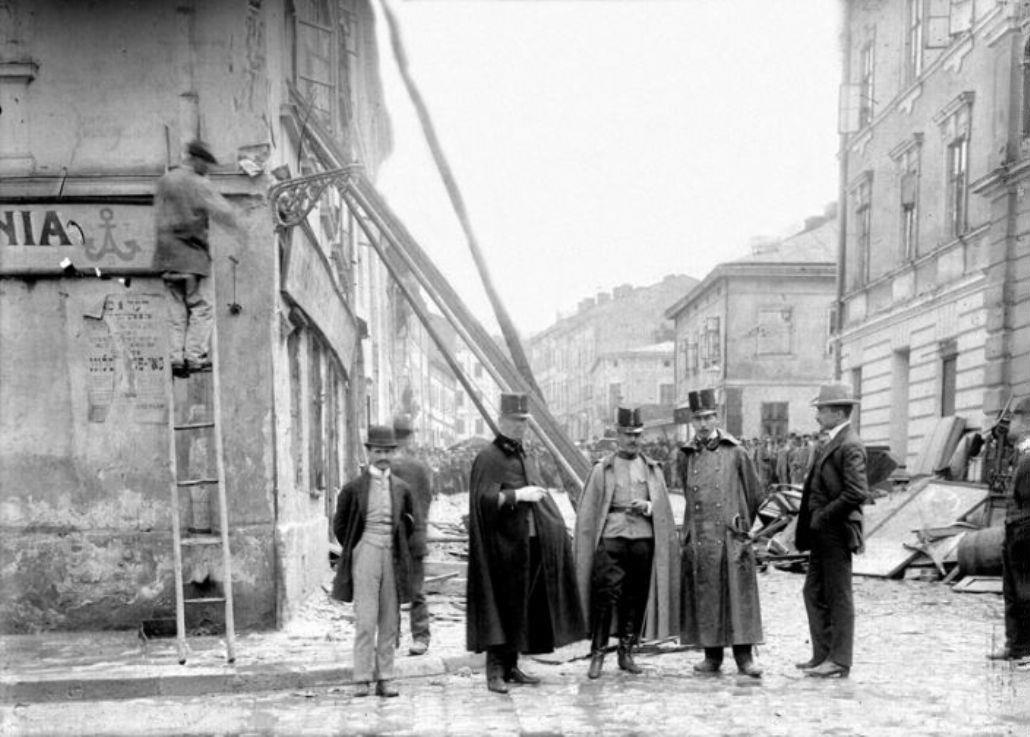
Фрагмент Хасидим шул (справа), 1910 г.
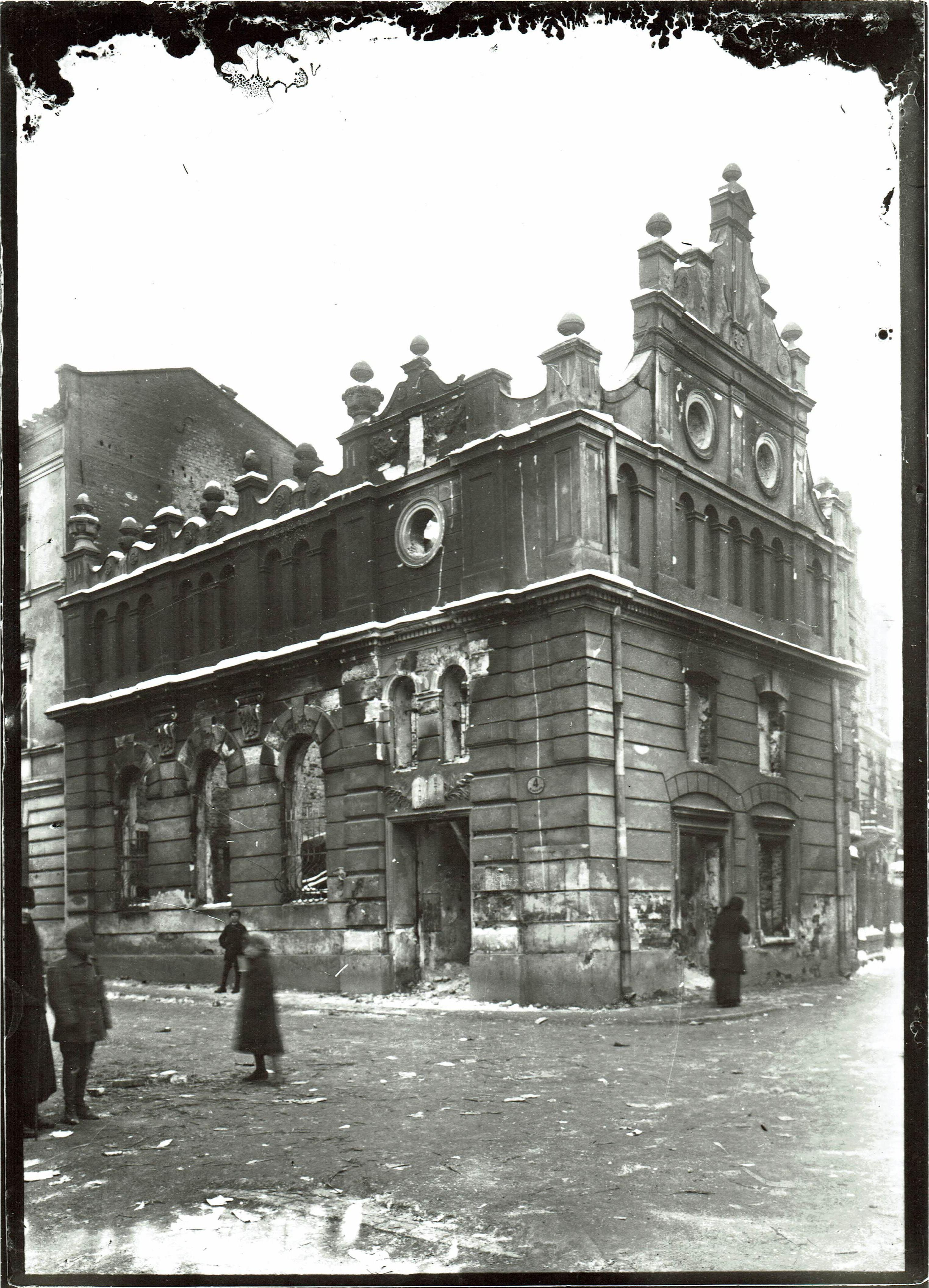
Синагога Хасидим Шул в 1918 г.
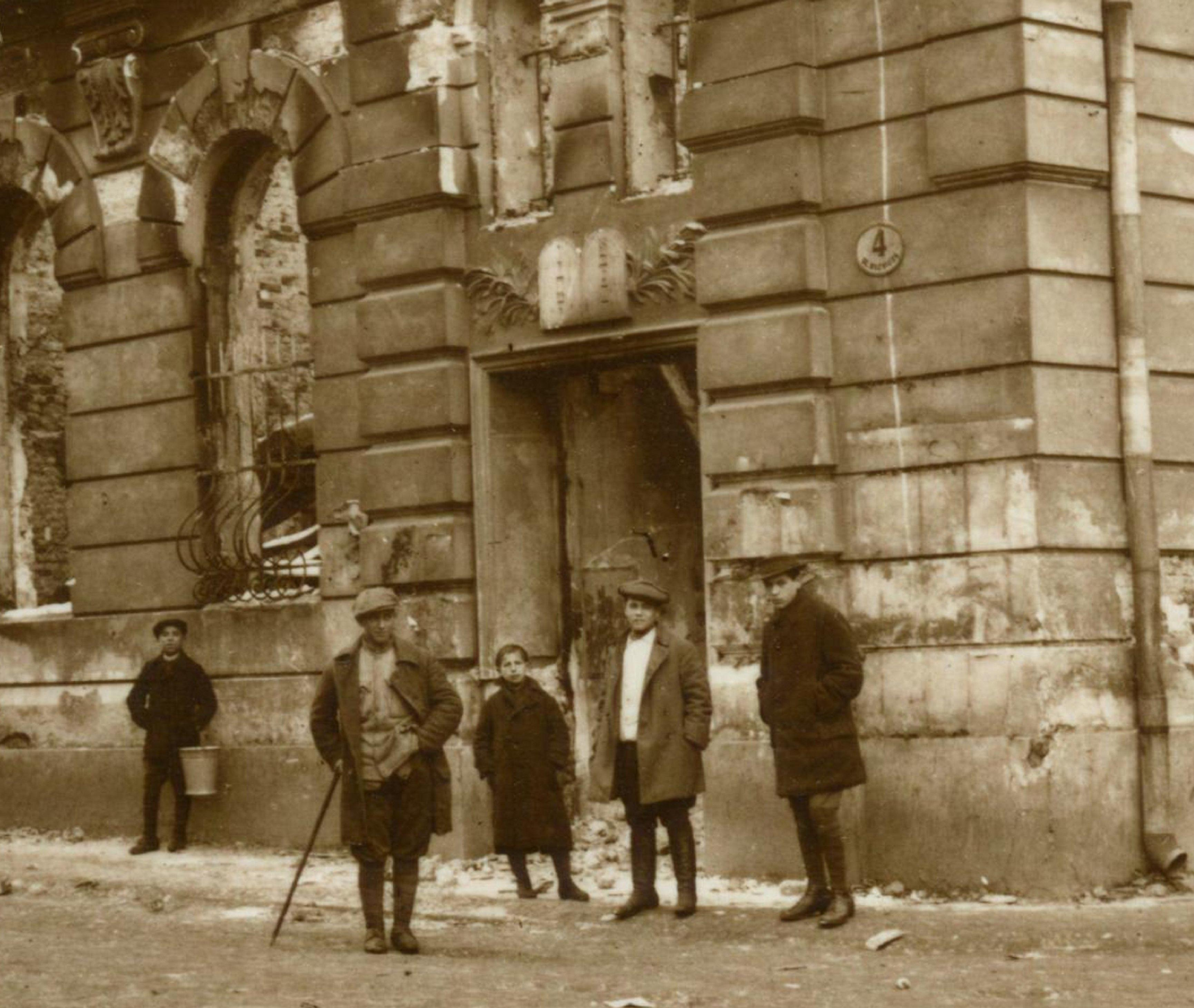
1918 г., фрагмент фото
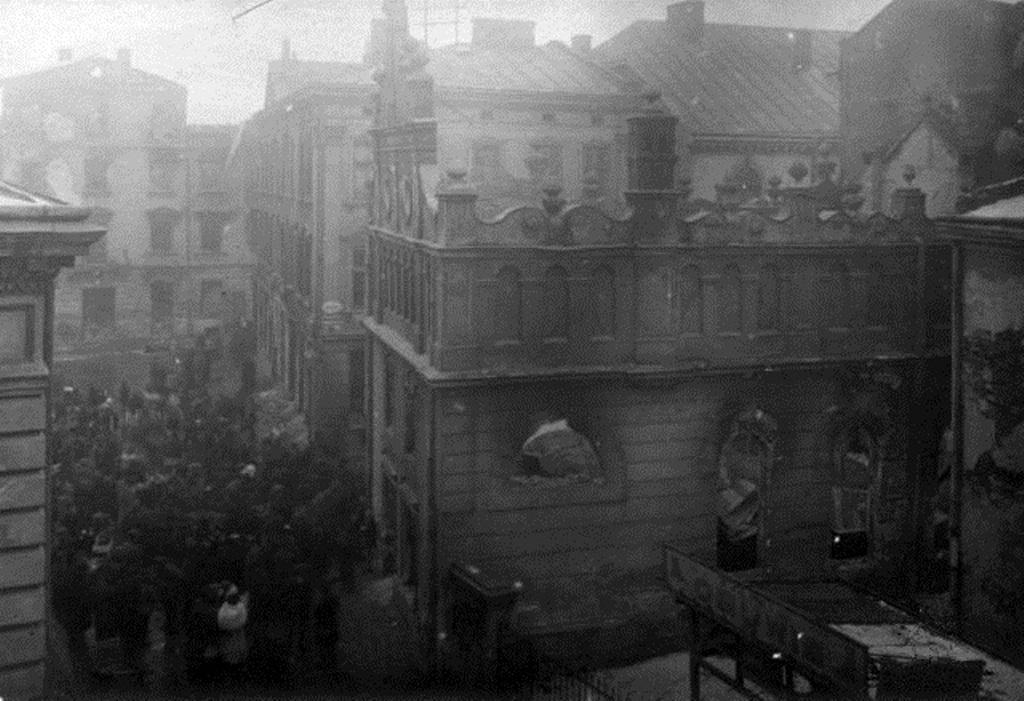
Синагога Хасидим Шул после погрома в 1918 г.
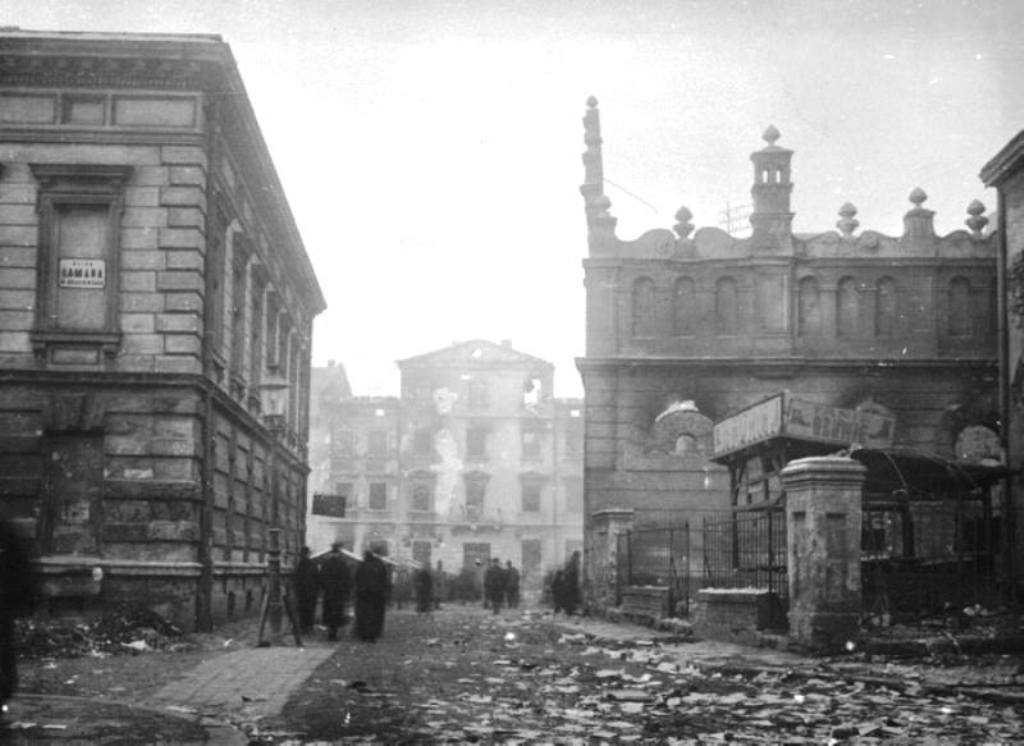
Ул.Лазневая и синагога Хасидим Шул после погрома в 1918 г.
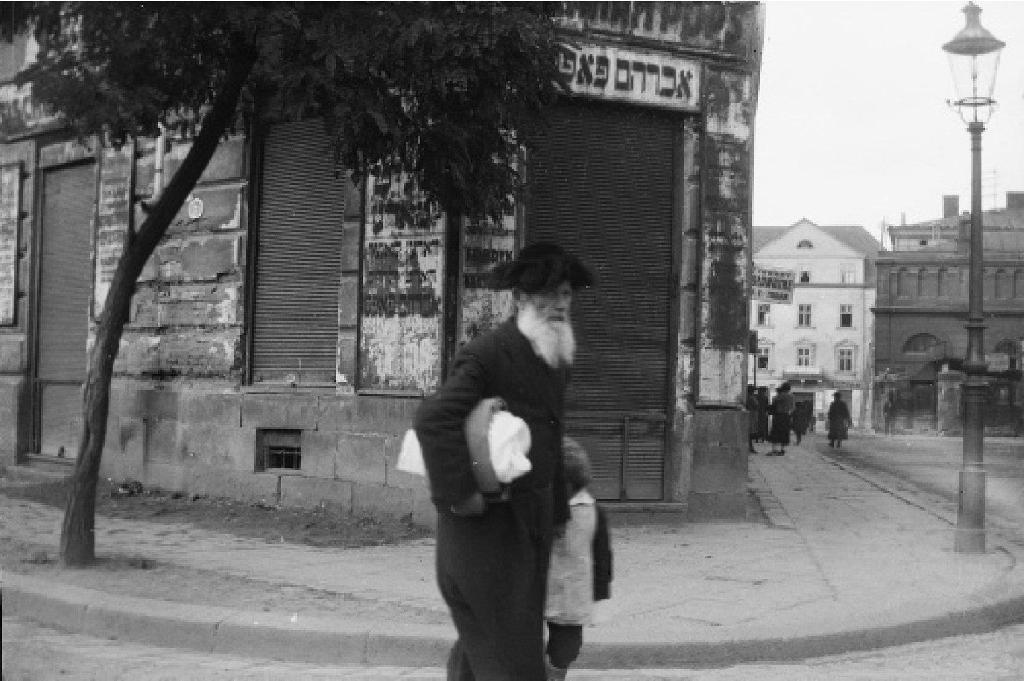
Ул.Лазневая и синагога Хасидим Шул без аттика